# كريس ليزلي (مغني)
كريس ليزلي (بالإنجليزية: Chris Leslie) هو مغني بريطاني، ولد في 15 ديسمبر 1956 في بانبوري في المملكة المتحدة.

## وصلات خارجية
- كريس ليزلي على موقع IMDb (الإنجليزية)
- كريس ليزلي على موقع ميوزك برينز (الإنجليزية)
- كريس ليزلي على موقع ديسكوغز (الإنجليزية)